# Maskulińskie
Maskulińskie [maskuˈliɲskʲɛ] ist ein kleiner Ort in der polnischen Woiwodschaft Ermland-Masuren. Er gehört zur Gmina Ruciane-Nida (Stadt- und Landgemeinde Rudczanny/Niedersee-Nieden) im Powiat Piski (Kreis Johannisburg).
Die Forstsiedlung (polnisch Osada leśna) Maskulińskie liegt am Flüsschen Ruczaj, das wenige Kilometer später in den Niedersee (polnisch Jezioro Nidzkie) einfließt. Bis zur Kreisstadt Pisz (deutsch Johannisburg) sind es 24 Kilometer in nordöstlicher Richtung.
Maskulińskie liegt im Ortsgebiet von Karwica (Kurwien). Im Namen klingt der Bezug zum polnischen Forstingenieur Marian Maskulińskie (1906–1945) an. Über die Gründung und Geschichte der Siedlung gibt es keine Belege, auch nicht über einen etwaigen deutschen Namen aus der Zeit vor 1945. Maskulińskie ist heute eine Ortschaft im Verbund der Stadt- und Landgemeinde Ruciane-Nida im Powiat Piski, bis 1998 der Woiwodschaft Suwałki, seither der Woiwodschaft Ermland-Masuren zugehörig.
Kirchlich ist der Ort evangelischerseits der Pfarrei Pisz in der Diözese Masuren der Evangelisch-Augsburgischen Kirche in Polen zugeordnet. Katholischerseits gehört Maskulińskie zur Kirche in Karwica im Bistum Ełk der polnischen katholischen Kirche.
Maskulińskie ist von der Landesstraße 58 aus über Karwica Mazurska (Kurwien, Bahnhof) auf dem Weg nach Karwica (Kurwien, Dorf) zu erreichen. Die nächste Bahnstation ist Karwica Mazurska an der Bahnstrecke Olsztyn–Ełk (deutsch Allenstein–Lyck).